# 石壁潭
石壁潭，是臺灣新竹縣芎林鄉的一個傳統地域名稱，位於該鄉中部偏南。相較於今日行政區，其範圍大致與石潭村相近。

## 歷史
台灣清治末期至日治初期，石壁潭地區為一街庄，稱為「石壁潭庄」，隸屬於竹北一堡。該庄北與倒別牛庄為鄰，東與王爺坑庄為鄰，南邊為鷄油林庄、荳仔埔庄，西邊為柯仔林庄。
1901年（日治明治三十四年）11月，全台廢縣廳改設二十廳，該庄隸屬於新竹廳。1909年（明治四十二年）10月，合併二十廳為十二廳，該庄隸屬不變。1920年（大正九年），廢十二廳改設五州二廳，該庄改制為「石壁潭」大字，隸屬於新竹州竹東郡芎林庄。
戰後芎林庄改制為芎林鄉，隸屬於新竹縣，大字亦改制為村。1950年桃、竹、苗分治，芎林鄉隸屬不變。

## 交通
縣道120號（富林路二段～一段）是竹北下斗崙至尖石八五大橋的道路，也是頭前溪北岸主要的連絡道路，大致以北北西—南南東走向轉西北—東南走向經過石壁潭地區西部及南部邊界地帶，向北北西可前往竹林交流道、六家北郊後於竹北下斗崙與省道台1線交會，向東南可前往內灣、尖石等地。
縣道123號（福昌街、竹林路）是芎林下山橋至竹東的道路，大致以北北西—南南東走向轉東北—西南走向經過本地區西部，向北北西可前往芎林市區、下山橋並止於縣道120號路口，向西南經跨越頭前溪的竹林大橋可前往竹東。

## 學校
- 碧潭國小